# كيمبرلي موتلي
كيمبرلي تشونجيون موتلي محامية دولية أمريكية من أصل أفريقي تخصص حقوق الإنسان والحقوق المدنية من ميلووكي، ويسكونسن. وهي أيضاًمؤلفة ورائدة أعمال وسيدة ويسكونسن أمريكا 2004.  موتلي هي أول محامية أجنبية تمارس عملها في أفغانستان منذ عام 2008 وتعتبر أحد أكثر محامي حقوق الإنسان الدوليين ووكالاء الدفاع فعالية في أفغانستان. بينما بدأت عملها الدولي في مجال حقوق الإنسان في أفغانستان، فإنها تمثل أيضًا مجموعة واسعة من العملاء البارزين في بلدان أخرى. ومن بين عملائها أنور إبراهيم، نائب رئيس الوزراء الماليزي السابق، وماثيو روزنبرغ، صحفي في صحيفة نيويورك تايمز أثناء طرده من أفغانستان، ونيلوفار رحماني أول طيار في أفغانستان، والفنانة الكوبية دانيلو مالدونادو ماتشادو حيث اعتقلت موتلي لتمثيلها. سمى ريتشارد برانسون موتلي في عام 2014، الذي قامت أيضًا ببعض الأعمال القانونية لصالحه، كواحدة من أكثر الأشخاص إلهامًا ووصفها بأنها "مُحامون ملهمون برسالة قوية:" القوانين لنا - بغض النظر عن المذهب والجنسية والجنس والعرق، إنها واحدة منا."
كتب توم فريستون في فانيتي فير أنه في نظام المحاكم والسجون الأفغاني الذي يهيمن عليه الرجال، يجب أن تبدو موتلي وكأنها شخص من الفضاء الخارجي. إنها تعترف بذلك لكنها تعلن أنها تحظى بالاحترام، لقد أثبتت أنها مقاتلة فعالة للغاية ومثابرة." وُصفت موتلي بأنها تمتلك "نوعًا نادرًا من العزيمة - النوع الضروري لتعليق لوحة خشبية في كابول، وتمثيل من يعانون من نقص التمثيل، والتغلب على مشهد من التهديدات، وكسب احترام المؤسسة القانونية الأفغانية (وزعماء القبائل)."
قال توم روزنستوك، المحامي الذي عمل في كابول منذ عام 2008، لصحيفة ديلي بيست إن موتلي ربما تبذل جهدا أكبر "لتعزيز سيادة القانون أكثر من البرامج الطموحة الكبيرة التي لا تصل أبدًا إلى النتيجة المرجوة". وصف دبلوماسي غربي في أفغانستان موتلي بأنها "ذلك الشخص الذي يجعلك تغير رأيك في المحامين".
ذاعت سمعة موتلي الفريدة السيئة كواحدة من أكثر محامي حقوق الإنسان الدوليين فاعلية. إذ تحدثت عن فلسفتها القانونية في محادثة TED الخاصة بها والتي حصدت أكثر من مليون مشاهدة. لقد تحدثت في غوغل مرات عديدة عن مسؤولية الشركات والأفراد، عن تعزيز حقوق الإنسان من خلال أن يصبحوا "مستثمرين عالميين في مجال حقوق الإنسان". بالإضافة إلى ذلك، ظهرت موتلي في برنامج Desert Island Discs الذي تبثه هيئة الإذاعة البريطانية.
في 20 أكتوبر 2022، أفادت وكالة أسوشيتس برس أن كيمبرلي موتلي ساعدت العقيد جوشوا ماست في اختطاف طفل أفغاني. استدرجت كيمبرلي موتلي العائلة للسفر إلى الولايات المتحدة تحت ذرائع كاذبة. ذكر اسمها في الدعوى من قبل الأسرة الأفغانية. 

## النشأة
والد موتلي أمريكي من أصل أفريقي وأمها من ريف كوريا الشمالية. التقى والداها عندما كان والدها في الجيش. نشأ موتلي في حي "صعب" في ميلووكي . كان والداها "يراعونني كثيرا، ولكن خارج المنزل، كانت بيئتي قاسية وقاسية، على الرغم من أننا كنا قريبين جدًا كعائلة. كان هناك الكثير من الجرائم، والكثير من الفقر ، والكثير من عدم الثقة في بعضنا البعض. شعر الكثير من الناس الذين نشأتُ بينهم بأنهم غير مرئيين للعالم. لدي شقيقان وأخت، ولا يمكنني تذكر أي عائلة أخرى، على سبيل المثال، تعيش في منزل مكون من والدين". بدأت العمل في سن مبكرة جدًا. في كل صيف خلال طفولتها المبكرة ، اصطحبت موتلي وإخوتها إلى مزرعة حيث كان عليهم "زراعة اللفت وقطف الفاصوليا الخضراء والفراولة" التي كانت ستُجمد لتتناولها الأسرة خلال فصل الشتاء. كان لدى موتلي وشقيقها أيضًا طريق للعمل في الصحافة. بالإضافة إلى ذلك، عملت في محل لبيع البوظة في سن 13، و "في مركز احتجاز الأحداث، ومحلات البقالة، ومراكز الشباب".
كانت مهتمة بالقانون منذ سن مبكرة. على الرغم من أن والديها عادة لا يسمحان لها بمشاهدة التلفزيون، إلا أن لديها مدرسًا قال للفصل أن يشاهد القانون والنظام ."لقد أحببته كثيرًا لدرجة أنني لمدة ثلاث سنوات، ظللت أخبر والديّ، أستاذي يريد مني لمشاهدة القانون والنظام ." أصيب والدها في حادث سيارة ذات مرة وسرح من عمله نتيجة لذلك. وتذكرت قائلة: "لقد أراد الحصول على اعانة المعوقين وكان عليه أن يقضي سنوات ويمر بالعديد من المحامين لينتهي به الأمر بالفشل". وقد حفز ذلك اهتمامها بالقانون، كما فعل مشهد "الكثير من الناس في جواري يدخلون ويخرجون من السجن". لقد قالت ذلك في الواقع "أردت أن أصبح طبيبة ودي جي. لكن القانون اختارني ".

## التعليم
حصلت موتلي على درجة الزمالة في الآداب والعلوم (AAS) من كلية منطقة ميلووكي التقنية في عام 1997. حصلت على درجة البكالوريوس من جامعة ويسكونسن - ميلووكي عام 2000، وفي عام 2003 حصلت على درجة الماجستير من نفس المؤسسة. في نفس العام، حصلت على دكتوراه في القانون من كلية الحقوق بجامعة ماركويت.

## المسار المهني
توجت موتلي ملكة جمال ويسكونسن في عام 2004.  وعملت محامية عامة في ميلووكي لمدة خمس سنوات، ثم في عام 2008 ذهبت موتلي إلى أفغانستان كجزء من برنامج تعليمي قانوني مدته تسعة أشهر تديره وزارة الخارجية الأمريكية لتدريب المحامين الأفغان. لم تكن قد سافرت خارج الولايات المتحدة من قبل.  "في تلك الأشهر التسعة،" ذكرت لاحقًا في حديث TED عام 2014 ،"لقد تجولت في جميع أنحاء البلاد وتحدثت إلى مئات الأشخاص المسجونين، وتحدثت إلى العديد من الشركات التي كانت تعمل أيضًا في أفغانستان. وخلال هذه المحادثات، بدأت في سماع الروابط بين الشركات والأفراد، وكيف أن القوانين التي كان من المفترض أن تحميهم لم تستخدم بشكل كافٍ، في حين أفرط في استخدام الإجراءات العقابية الجسيمة وغير القانونية. هذا ما دفعني في البحث عن العدالة ، وما يعنيه العدل بالنسبة لي هو استخدام القوانين للغرض المقصود منها، وهو الحماية. دور القوانين هو الحماية. ونتيجة لذلك، قررت فتح مكتب خاص، وأصبحت أول محامي أجنبي في المحاكم الأفغانية."
مثلت الغربيين وغيرهم من غير الأفغان الذين تقطعت بهم السبل في السجون الأفغانية أول الأمر. تتذكر فيما بعد أن "ما وجدته هو أن معظمهم لم يكن لديهم تمثيل قانوني مناسب. إذا كانوا يتحدثون الإنجليزية، فليس لديهم أي فكرة عما يجري في المحكمة. شعرت وما زلت أشعر بمسؤولية كبيرة تجاههم كشخص وكمحام ".
وكان أول متهم دافعت عنه موتلي "امرأة أفريقية أدينت بتهريب المخدرات. كانت بغل مخدرات أرسلها قواد أوروبي إلى أفغانستان. . . . كانت في السجن لمدة عامين مع ابنتها التي كانت تبلغ من العمر 3 سنوات. أدينت بالسجن لمدة 14 عامًا، لذلك كان من الممكن أن يكبر طفلها في السجن. لقد مرت بكل الخيارات القانونية المتاحة لها تقريبًا. شعرت بالعجز الشديد، وأعتقد أن حالتها ساعدت في تحديد وتشكيل من أنا. لم تُمنح لها الإجراءات القانونية الواجبة بموجب القانون الأفغاني. لقد وُضعت هي وطفلها في سجن أفغاني منسي". في النهاية، تمكنت موتلي من الحصول على مرسوم رئاسي يأمر بالإفراج عن المرأة.
منذ عام 2009، تشغل موتلي منصب الرئيس التنفيذي لشركة موتلي الدولية للاستشارات، والتي تعد شريكًا مؤسسًا فيها. في العام نفسه، شغلت أيضًا منصب الرئيس التنفيذي لشركة موتلي للخدمات القانونية ، التي توفر التمثيل القانوني في الولايات المتحدة وأفغانستان. تقضي ما يقرب من ستة أشهر في منزل محصن في كابول، حيث توكَل في القضايا الجنائية وقضايا حقوق الإنسان في البلاد. وهي منشغلة بمهمة تنمية قدرة سيادة القانون على الصعيد الدولي. وهي مسجلة كمحامية لدى السفارات الأمريكية والفرنسية والإماراتية والأسترالية والإسبانية والهولندية والبريطانية والإيطالية والنرويجية والألمانية والكندية في أفغانستان، وبالتالي يستعين بها المغتربون الذين يواجهون مشاكل قانونية مع السلطات الأفغانية بشكل روتيني.
ذكرت صحيفة ديلي بيست في عام 2010 أن "موتلي تعمل من أجل إطلاق سراح الأجانب الذين يقبعون في السجون الأفغانية"، وغالبًا ما يبدأ عملها بعد صدور الحكم - كما في حالة أسترالية محكوم عليها بالإعدام، أدينت بقتل زميل أفغاني؛ جنوب أفريقي حكم عليه بالسجن خمسة عشر عاما بتهم تتعلق بالمخدرات وبريطاني أدين بالاحتيال ". على سبيل المثال، "تفاوضت على إطلاق سراح بيل شو ، وهو ضابط سابق في الجيش البريطاني، كان محتجزًا في سجن بول إي شاركي سيئ السمعة لمدة خمسة أشهر".
ذكرت صحيفة ديلي بيست أنها "طورت أسلوبها الخاص في العمل في المحاكم الأفغانية". على سبيل المثال، "لم ترتدي حجابًا أو ثوبًا أبدًا" أثناء المحاكمة. شرحت، "أريد أن أبدو كرجل قدر الإمكان. . . أجد أن الرجال يسمعونني أكثر عندما لا أرتدي الحجاب. ارتديته في البداية، وعندما خلعته، وجدت الرجال أكثر احترامًا."
عتبارًا من عام 2010، كانت موتلي تحت تهديد من مكتب المدعي العام الأفغاني باعتقالها في المرة القادمة التي تطأ قدمها في كابول، انتقامًا منها لانتقادها الشديد للنظام القضائي الأفغاني الفاسد. لم تتردد في العودة. قالت: "لدي عملاء هناك مرة أخرى". "إنهم بحاجة إلى مساعدتي". كما أشارت إلى أنها تلقت تهديدات بالاغتصاب. "لو كنت رجلاً، كنت سأتلقى المزيد من التهديدات بالقتل، على ما أعتقد. لكني أتهدد على أية حال. " كما أنها "احتُجزت مؤقتًا" و "اتُهمت بإدارة بيت دعارة" وبالتجسس. ألقيت قنبلة يدوية على مكتبها. لكنها قالت إن مكافآت وظيفتها "تفوق بكثير المخاطر ، وبقدر ما أتحمله من مخاطر ، فإن عملائي يتحملون مخاطر أكبر بكثير ، لأن لديهم الكثير ليخسروه إذا لم يُسمع عن قضاياهم، أو ما هو أسوأ، إذا عوقبت لكوني محاميهم. مع كل قضية أقوم بها، أدرك أنه بقدر ما أقف خلف موكلي، فإنهم يقفون ورائي أيضًا، وهذا ما يجعلني أستمر ".
أطلق النار على زوج موتلي، كلوديار موتلي، في ميلووكي بعد حضوره اجتماع المدرسة الثانوية بسبب محاولة سرقة السيارات التي ارتكبها ناثان كينج البالغ من العمر ستة عشر عامًا في 21 يونيو 2014. في النهاية أطلق النار على كينغ أثناء محاولته سرقة أخرى وأصيب بالشلل نتيجة لذلك. مثل موتلي كلوديار وفيكتوريا دافيسون، المرأة التي أطلقت النار على كينج، في المحكمة. في 16 يوليو 2015، أدين كينج بتهمتي محاولة السطو المسلح ضد موتلي ودافيسون، وحُكم عليه في النهاية بالسجن لمدة اثني عشر عامًا و مددت لثمان سنوات أخرى.
ذهبت موتلي إلى هافانا، كوبا لتمثيل دانيلو ماتشادو في 16 ديسمبر 2016 . أثناء وجودها في هافانا، ألقي القبض على موتلي دون توجيه تهمة لها ثم رحلت من كوبا. لعبت موتلي دورًا أساسيًا في إطلاق سراح ماتشادو في 21 يناير / كانون الثاني 2017، الذي أُطلق سراحه من سجن إل كومبينادو ديل إستي دون توجيه تهمة إليه.

## قانون موتلي(فيلم وثائقي)
أنتجت شركة إنتاج الأفلام الدنماركية فيلم وثائقي بعنوان قانون موتلي عن مونتلي صنع في كوبنهاغن وإخراج نيكول نيلسن هوراني وإنتاج هيلي فابر في أكتوبر 2015. وفاز بجائزة لجنة التحكيم الكبرى في NYC DOC 2015. وقد فاز أيضًا بجائزة اتحاد الصحفيين السينمائيين AWFJ لأفضل فيلم وثائقي أخرجته أنثى في معرض IDFA 2015. ورشح الفلم لجائزة FACT في CPH-DOX. وصف الفيلم بأنه "ساحر". ووُصِفت موتلي بأنها "لا تخشى شيئًا، وهي محبوبة؛ فهي ليست شخصية وقحة أو صليبية أنانية كما قد يتوقع المرء من شخص يضع نفسه في طريق الأذى في أرض ليس لها أي ارتباط شخصي بها". "محامية قوية تقاتل من أجل العدالة في أفغانستان".

## المنشورات

### كتب وتقارير
- Lawless: كفاح محامٍ بلا هوادة من أجل العدالة في منطقة حرب (Allen & Unwin ،2019)، معرف الكتاب (ردمك 978-1760633172)؛ كتاب ذو غلاف ورقي: كفاح محامٍ بلا هوادة من أجل العدالة في أحد أكثر الأماكن خطورة في العالم(ردمك 978-1760633035)[28][11][29][30]
- "المبادئ التوجيهية لإصدار الأحكام المتعلقة بقضاء الأحداث في أفغانستان"، التعاون الإيطالي، الطبعة الثانية، مايو 2017.
- "المبادئ التوجيهية لإصدار أحكام بشأن قضاء الأحداث في أفغانستان"، التعاون الإيطالي، الطبعة الأولى، مايو 2013.
- "تقييم قضاء القاصرين في أفغانستان"، أرض الإنسان، 2010.

### مقالات
- "فشل فرخندة يعني خيبة أمل المرأة الأفغانية"[31]
- "قتل الغوغاء لفرخوندا كان لحظة فارقة لحقوق المرأة في أفغانستان"[32]
- "لحظة حاسمة"[33]
- "رضانا عن العنف الذي مزقته الحرب"[34]
- "لا أخلاقية الجرائم الأفغانية الأخلاقية"[35]
- "المادة 26: التداعيات على النساء والأطفال الأفغان"، نشرته تشامبرز أند بارتنرز ، تشامبرز للنساء والتنوع في فبراير 2014.[14]
- "تحقيق الخير بشأن إرث 911 للمرأة الأفغانية"[36]
- "ظلم الأحداث في أفغانستان"[37]
- "تقييم قضاء القاصرين في أفغانستان" [38]

## نشاطات أخرى
بالإضافة إلى ممارسة القانون، قامت موتلي بتدريس دروس الدوران في القواعد العسكرية أثناء وجودها في كابول. قالت: "أنا أحترم الجيش".
في ديسمبر 2014، ألقت محاضرة TED بعنوان "كيف يمكننا جميعًا أن نجد طرقًا لنكون شجعانًا؟" ووصفت الحالات التي عالجتها والتي توضح "كيف يمكن لقوانين الدولة أن تحقق العدالة و" العدالة ". كما ألقت محاضرة في منتدى الحرية في أوسلو في مايو 2015.

## تعليقات موتلي
ذكرت موتلي في حديثها على TED، أن "سبب نجاحي بسيط للغاية: أنا أعمل النظام من الداخل إلى الخارج وأستخدم القوانين بالطرق التي من المفترض استخدامها". كما روجت موتلي لمصطلح "العدل"، الذي تعرفه على أنه استخدام القوانين للغرض المقصود منها وهو الحماية. تعمل مؤخرًا في مشروع العدالة وهو حملة عالمية "جعل القوانين بين أيدي الناس".
كما ذكرت أن هناك ثلاثة أسباب تجعل "تحقيق العدالة في أماكن مثل أفغانستان أمرًا صعبًا". أولاً، "الناس غير متثقفين فيما يتعلق بحقوقهم القانونية تمامًا، وأجد أن هذه مشكلة عالمية. المسألة الثانية هي أنه حتى مع وجود قوانين مكتوبة، غالبًا ما تلغيها أو تتجاهلها العادات القبلية. . . والمشكلة الثالثة في تحقيق العدالة هي أنه حتى مع وجود قوانين جيدة موجودة في الكتب، لا يوجد أشخاص أو محامون على استعداد للنضال من أجل تلك القوانين. وهذا ما أفعله: أستخدم القوانين الحالية، وغالبًا ما تكون قوانين غير مستخدمة، وأعمل عليها لصالح عملائي. نحتاج جميعًا إلى خلق ثقافة عالمية لحقوق الإنسان وأن نكون مستثمرين في اقتصاد عالمي لحقوق الإنسان، ومن خلال العمل بهذه العقلية، يمكننا تحسين العدالة بشكل كبير على الصعيد العالمي." كما تحدثت موتلي عن بناء اقتصاد عالمي لحقوق الإنسان.